# Huinim

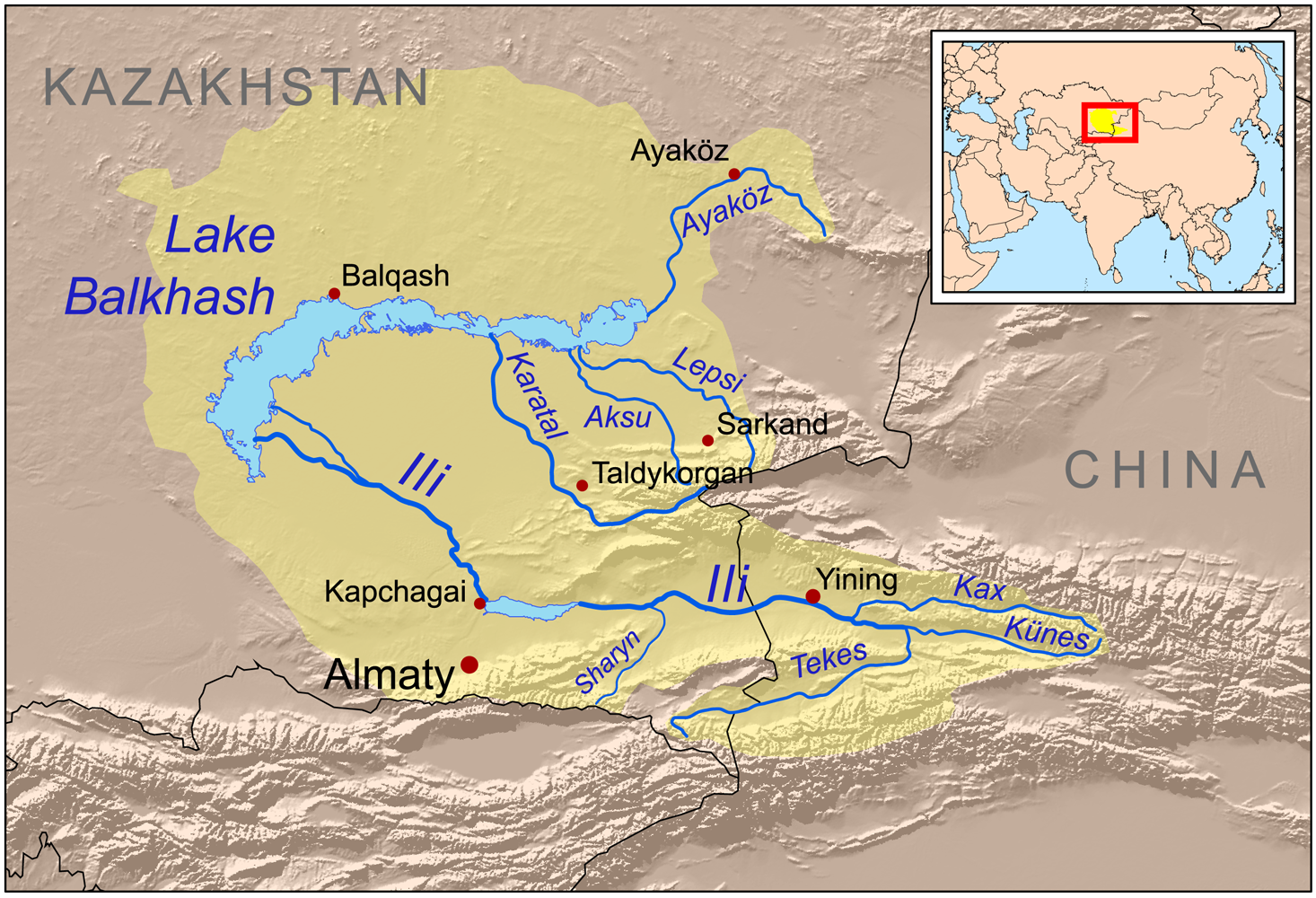
A foz do Rio Ili está situada no Lago Balcache.

Huinim (Huining) é uma cidade localizada no Vale do Rio Ili, entre Yining e Huiyuan, em Sinquião (China).
Entre 1761 e 1780 o Imperador Qianlong (1735-1795), da Dinastia Qing, construiu 9 cidades fortificadas no Vale do Rio Ili, dentre elas Huinim. A cidade foi construída originalmente de de uma muralha com perímetro de 3 km e com 5 m de altura, que tinha quatro portões. Depois houve uma expansão em direção ao oeste da cidade, que levou à construção dois novos portões .
Em abril de 1865, durante a Revolta Dungan, os rebeldes tomaram a cidade em abril de 1865, após três meses de cerco. Seus 8.000 defensores das etnias manchu, xibe, e solon foram massacrados.